# Понікедовка
Поніке́довка (рос. Поникедовка, ерз. Пинкедь) — присілок у складі Ковилкінського району Мордовії, Росія. Входить до складу Рибкинського сільського поселення.
Населення — 102 особи (2010; 140 у 2002).
Національний склад станом на 2002 рік:
- мордва — 83 %